# Laevicephalus pupa
Laevicephalus pupa är en insektsart som beskrevs av Van Duzee 1925. Laevicephalus pupa ingår i släktet Laevicephalus och familjen dvärgstritar. Inga underarter finns listade i Catalogue of Life.